# Jana Kratochvílová (spisovatelka)
Jana Kratochvílová (* 1961) je česká spisovatelka románů pro dívky.

## Dílo
- Proměna (2003), příběh sedmnáctileté Michaely, kterou všichni berou jako ošklivou a nezajímavou holku
- Prohraná sázka (2004), příběh dívky, která po přestěhování na venkov najde svou velkou lásku.
- Cesta zpátky (2005), dívčí román o trampotách lásky
- Nikolo, do sedla! (2006), příběh o školních i prázdninových láskách patnáctileté dívky